# L'Enfant au piano
Albums de Serge Lama
La Vie lilas
(1975) Palais des congrès 77
(1977)
L’Enfant au piano  est un album studio de Serge Lama sorti chez Philips en 1977. L'album contient trois succès important de Lama L’Enfant au piano, Je voudrais tant que tu sois là et L'Algérie, ce dernier comptant parmi les classique de l'artiste.

## Titres de l'album
L'ensemble des textes est de Serge Lama.
| 1.  | Le Chanteur                              | Alice Dona   | 3:20 |
| 2.  | Le Restaurant vide                       | Yves Gilbert | 2:50 |
| 3.  | La Nymphomane (Celle qui ne dort jamais) | Yves Gilbert | 3:25 |
| 4.  | Le Triomphe                              | Alice Dona   | 3:05 |
| 5.  | Après l’amour comme c’est triste         | Alice Dona   | 3:35 |
| 6.  | Mourir en France                         | Alice Dona   | 2:55 |
| 7.  | L’Enfant au piano                        | Yves Gilbert | 3:20 |
| 8.  | Messieurs                                | Alice Dona   | 2:25 |
| 9.  | Tarzan est heureux                       | Yves Gilbert | 3:35 |
| 10. | Je voudrais tant que tu sois là          | Yves Gilbert | 3:00 |
| 11. | Nicolas ((à Nicolas Peyrac)              | Serge Lama   | 2:30 |
| 12. | L'Algérie                                | Alice Dona   | 3:50 |

## Classement
| Pays   | Meilleure position | Certification | Ventes  |
| ------ | ------------------ | ------------- | ------- |
| France | 1                  | Or            | 645 900 |